# Morlacos

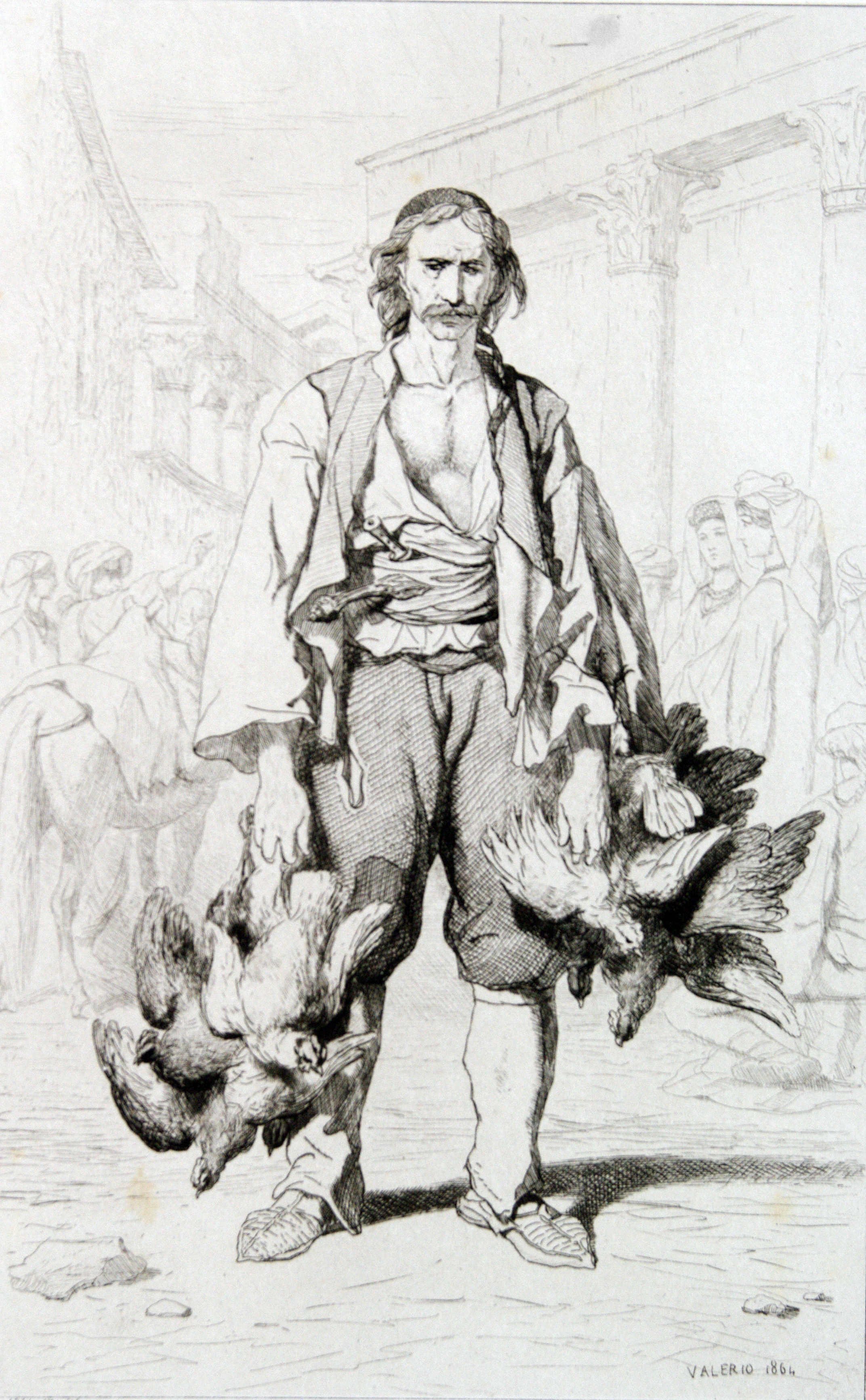
Campesino morlaco de la región de Split. Obra del pintor francés Théodore Valério (1819–1879). Litografía de 1864. Biblioteca de la Academia Rumana.

Morlacos (en serbocroata: Morlaci, Морлаци o Crni Vlasi, Црни Власи; en italiano: Morlacchi; en rumano: Morlaci) ha sido un exónimo utilizado para una comunidad cristiana rural en Herzegovina, Lika y el interior de Dalmacia. El término se utilizó inicialmente para una comunidad de pastores valacos bilingüe en las montañas de Croacia desde la segunda mitad del siglo XIV hasta principios del XVI. Luego, cuando la comunidad se extendía a ambos lados de la frontera entre la República de Venecia y el Imperio Otomano hasta el siglo XVII, se refería sólo a personas de habla eslava, principalmente ortodoxas orientales pero también católicas romanas. La población valaca, es decir, morlaca, de Herzegovina y del interior dálmata del lado veneciano y otomano era de fe católica romana o cristiana ortodoxa. Las fuentes venecianas de los siglos XVII y XVIII no hacen distinción entre ortodoxos y católicos, se refieren a ambos grupos como morlacos. El exónimo dejó de utilizarse en un sentido étnico a finales del siglo XVIII y pasó a ser visto como despectivo, pero se ha renovado como un tema antropológico social o cultural. A medida que avanzaba la construcción de la nación croata en el siglo XIX, la población valaca/morlaca que residía con los croatas y serbios del interior dálmata abrazó una identidad étnica serbia o croata, pero conservó algunos esquemas socioculturales comunes.

## Etimología

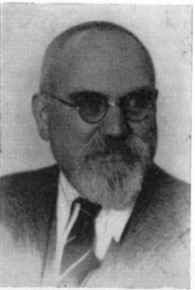
Petar Skok en 1953. Biblioteca Digital de Eslovenia.

La palabra morlaco se deriva del italiano Morlacco y del latín Morlachus o Murlachus, siendo cognados del griego Μαυροβλάχοι, Maurovlachoi, que significa "valacos negros" (del griego μαύρο, mauro que significa "oscuro", "negro"). El término serbocroata en su forma singular es Morlak; su forma plural es Morlaci. En algunas redacciones del siglo XVI de la Crónica del sacerdote de Dioclea se les conoce como "Morlacos o Nigri Latini" (Latinos Negros). El lingüista croata y experto en onomástica Petar Skok (1881-1956) sugirió que derivaba del latín maurus y del griego maurós ("oscuro"), los diptongos au y av indican un remanente léxico dálmato-rumano.
Demetrio Cantemir, en su "Historia del auge y caída del Imperio Otomano", comenta que cuando Moldavia Occidental fue sometida al dominio otomano por Bogdan III el Tuerto, los otomanos se refirieron a los moldavos como "Ak iflac", o Ak Vlach (es decir, valacos blancos), mientras que los valacos (los habitantes de Valaquia) eran conocidos como "Kara iflac" o Kara Vlach (es decir, valacos negros). De hecho, "valacos negros" puede significar "valacos del norte", porque la palabra turca "kara" significa "negro" pero también significa "norte" en turco antiguo.
Hay varias interpretaciones del etnónimo y la frase "moro/mavro/mauro vlasi". La traducción directa del nombre Morovlasi en serbocroata significaría valacos negros. Se consideraba que "negro" se refería a sus vestimentas de tela marrón. El historiador dálmata veneciano del siglo XVII Johannes Lucius sugirió que en realidad significaba "latinos negros", en comparación con "romanos blancos" en las zonas costeras. El escritor del siglo XVIII Alberto Fortis en su libro Viaggio in Dalmazia ("Viaje a Dalmacia", 1774), en el que escribió extensamente sobre los morlacos, pensó que derivaba del eslavo more ("mar") – morski Vlasi significaría "Valacos del mar". El escritor del siglo XVIII Ivan Lovrić, al observar el trabajo de Fortis, pensó que provenía de "more" (mar) y "(v)lac(s)i" (fuerte) ("hombres fuertes junto al mar"), y mencionó cómo los griegos llamaban a la Alta Valaquia (véase Gran Valaquia) Maurovlachia y que los morlacos habrían traído ese nombre con ellos. El periodista y filólogo rumano Cicerone Poghirc (1928-2009) y la historiadora rumana Ela Cosma (1969-) ofrecen una interpretación similar de que significa "latinos del norte", derivada de la práctica indoeuropea de indicar los puntos cardinales mediante colores. Otras teorías sugieren que se refiere a la península de Morea, o, según el franciscano e historiador bosniocroata Dominik Mandić (1889-1973), de los mauros africanos.

## Origen y cultura

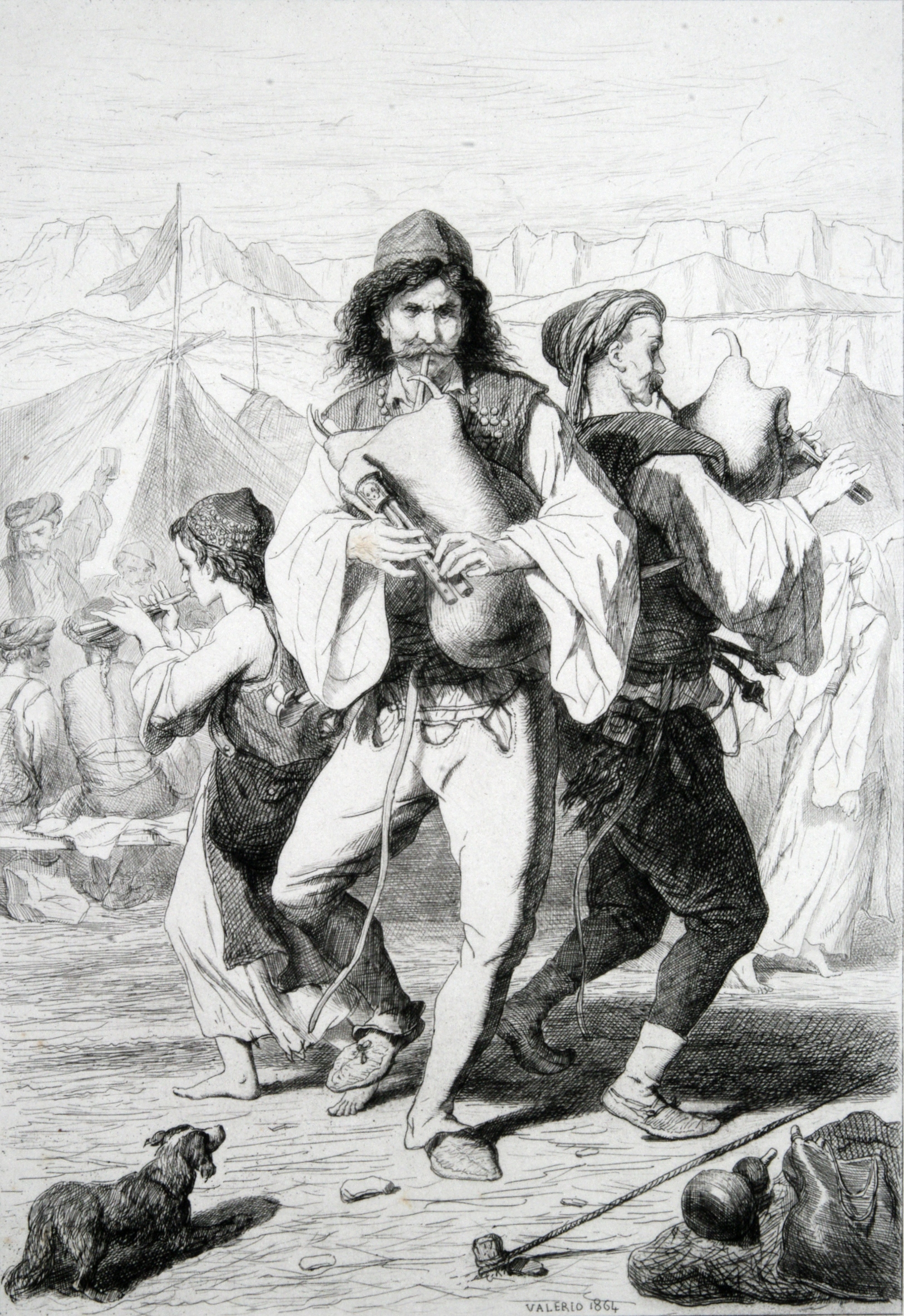
Músicos morlacos de Salona, un pueblo al noreste de Split. Obra del pintor francés Théodore Valério (1819–1879). Litografía de 1864. Biblioteca de la Academia Rumana.

La etimología del exónimo apunta a una conexión con los valacos, pero como se indica en la obra de Fortis Viaggio in Dalmazia, en ese momento eran de habla eslava. Debido a las migraciones de diversas partes de los Balcanes, el nombre pasó a comunidades posteriores. El pueblo morlaco era tanto de fe ortodoxa oriental como católica romana. Según la historiadora rumana Dana Caciur, la comunidad morlaca desde el punto de vista veneciano, siempre que comparta un estilo de vida específico, puede representar una mezcla de valacos, croatas, serbios, bosnios, etc. El término veneciano "morlaco" en el siglo XVI generalmente se refería a toda la población sometida del interior otomano, independientemente de su identidad étnica y de si eran o no campesinos, ganaderos o colonos militares.
Fortis notó la diferencia física entre los morlacos; los de Kotor, Sinj y Knin eran generalmente de cabello rubio, ojos azules y rostros anchos, mientras que los de Zadvarje y Vrgorac eran generalmente de cabello castaño y rostros estrechos. También diferían en naturaleza. Aunque a menudo eran vistos por los habitantes urbanos como extraños y "esa gente" de la periferia, en 1730 el provveditore (gobernador local) Zorzi Grimani los describió como "feroces, pero no indomables" por naturaleza, Edward Gibbon los llamó "bárbaros" , y Fortis elogió su "noble salvajismo", sus virtudes morales, familiares y de amistad, pero también se quejó de su perseverancia en mantener las antiguas tradiciones. Descubrió que cantaban versos melancólicos de poesía épica relacionados con la ocupación otomana, acompañados con el tradicional instrumento de una sola cuerda llamado guzla. Fortis tradujo la canción popular Hasanaginica al final de su libro. Los comparatistas e historiadores culturales Manfred Beller y Joep Leerssen identificaron los rasgos culturales de los morlacos como parte del etnotipo eslavo y serbio del sur.
Se ganaban la vida como pastores y comerciantes, además de soldados. Descuidaron el trabajo agrícola, por lo general no tenían jardines ni huertos además de los que crecían de forma natural, y en ese momento tenían herramientas agrícolas antiguas, Lovrić lo explicó así: "lo que nuestros antepasados no hicieron, nosotros tampoco lo haremos". Las familias morlacas tenían rebaños de 200 a 600, mientras que las familias más pobres tenían entre 40 y 50 rebaños, de los cuales recibían leche y elaboraban diversos productos lácteos.

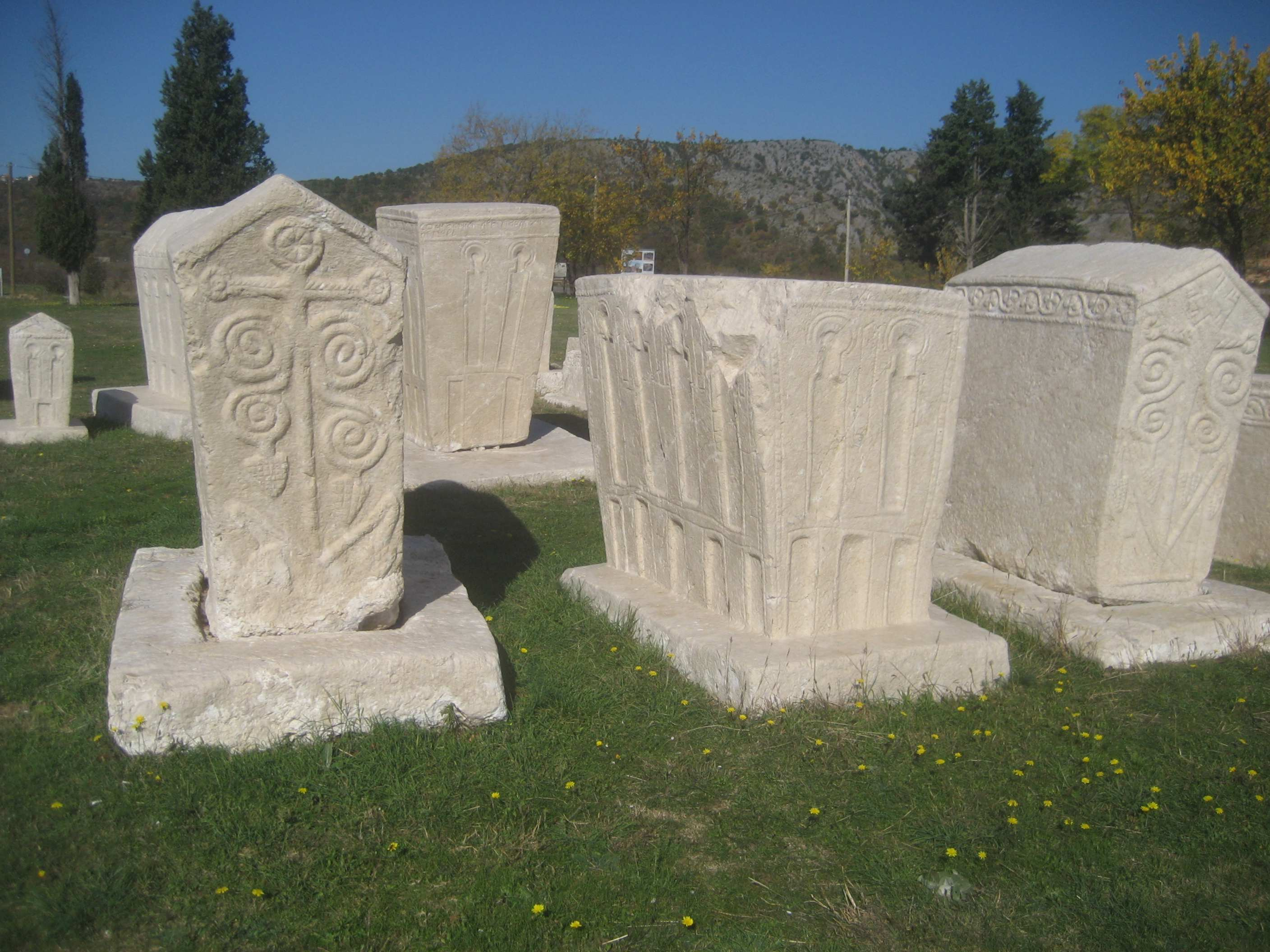
Necrópolis stećak de Radimlja. Las lápidas están relacionadas en su mayoría con la población autóctona valaca (morlaca).

El contemporáneo Iván Lovrić dijo que los morlacos eran eslavos que hablaban mejor eslavo que los ragusanos (debido a la creciente italianización de la costa dálmata). El historiador serbio Boško Desnica (1886-1945), después de analizar documentos venecianos, concluyó que los venecianos no diferenciaban a los pueblos eslavos de Dalmacia y etiquetaban la lengua y la escritura de la región como "Illirico" (ilirio, no confundir con las lenguas ilirias de la Antigüedad) o "Serviano" ("serbio", particularmente cuando se refiere a la lengua de los morlacos o valacos en Dalmacia). El idioma, el modismo, los caracteres/letras siempre van acompañados del adjetivo serbio o ilirio, cuando se trata de militares siempre se utiliza el término "caballería (cavalleria) croata", "croato", "milicia (milizia) croata", mientras que el término "eslavo" (schiavona) fue usado para referirse a la población. Lovrić no hizo distinción entre los valacos/morlacos y los dálmatas y montenegrinos, a quienes consideraba eslavos, y no le molestó en absoluto el hecho de que los morlacos fueran predominantemente cristianos ortodoxos. Fortis señaló que a menudo había conflictos entre los morlacos católicos y ortodoxos. Sin embargo, algunos de los morlacos se pasaron al Islam durante la ocupación turca. Mile Bogović dice en su libro que los registros de esa época se refieren a toda la población a lo largo de la frontera turco-veneciana en Dalmacia como morlacos. Muchos historiadores, en su mayoría serbios, utilizaron el nombre Morlak y simplemente lo tradujeron como serbio. Casi la única diferencia entre los morlacos era su afiliación religiosa: católicos y ortodoxos. Investigaciones recientes han descubierto que los valacos o morlacos tuvieron una importante contribución a la aparición de necrópolis con lápidas decoradas.
En su libro Viaggio in Dalmazia, Fortis presentó la poesía de los morlacos. También publicó varios ejemplares de canciones morlacas. Fortis creía que los morlacos conservaban sus antiguas costumbres y vestimentas. Sus rasgos etnográficos fueron la vestimenta tradicional, el uso del instrumento musical guzla acompañado de cantos épicos. La obra de Fortis inició un movimiento literario en la literatura italiana, ragusana y veneciana: el morlaquismo, dedicado a los morlacos, sus costumbres y varios otros aspectos de ellos.
En la isla de Krk, donde se estableció una comunidad desde el siglo XV, el sacerdote local de Bajčići registró en 1819 dos pequeñas muestras del idioma en forma de Padre Nuestro y Ave María, como se muestra a continuación:
“Cače nostru, kirle jesti in čer
Neka se sveta nomelu tev
Neka venire kraljestvo to

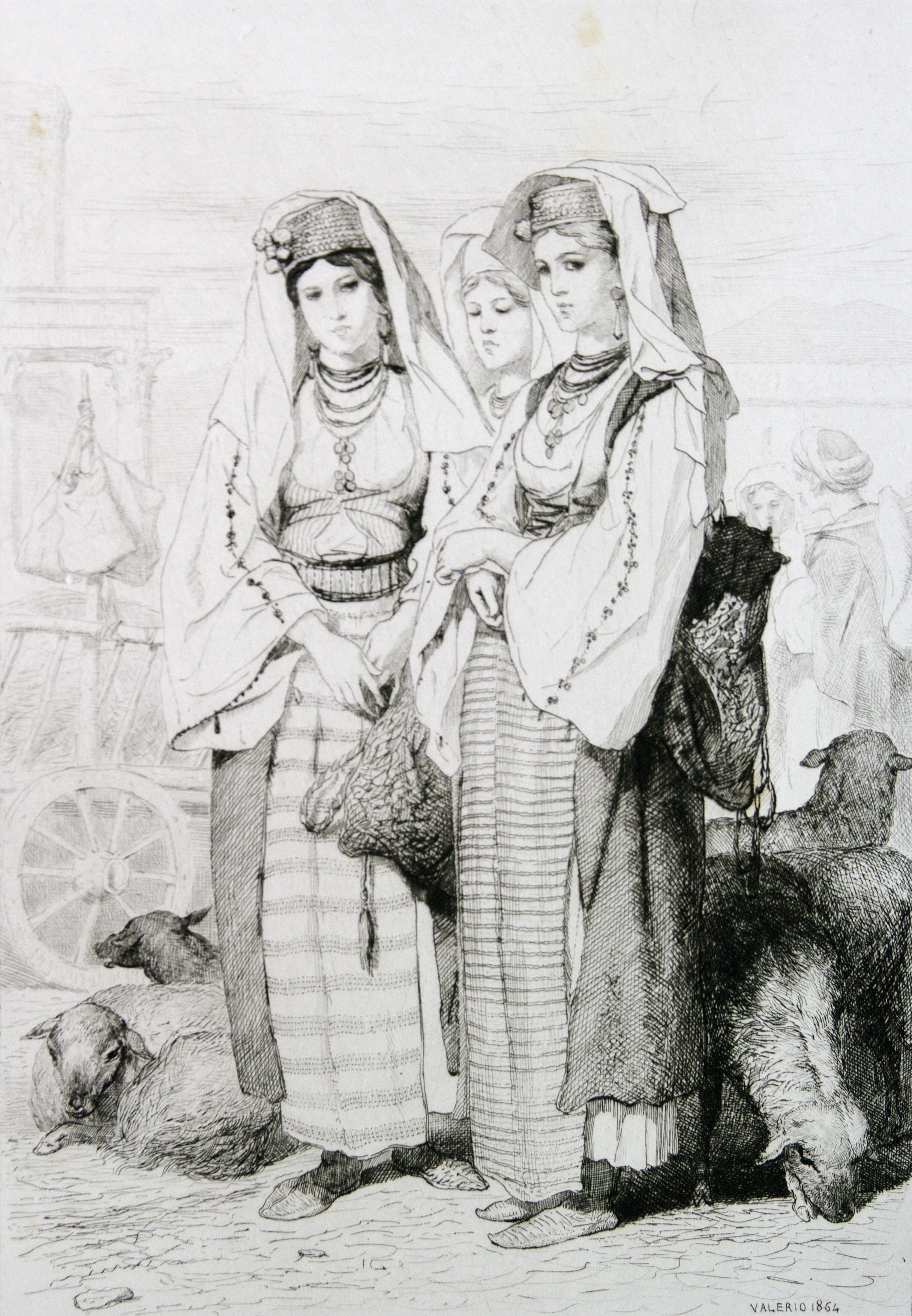
Campesinas morlacas de los alrededores de Split. Obra del pintor francés Théodore Valério (1819–1879). Litografía de 1864. Biblioteca de la Academia Rumana.

Neka fiè volja ta, kasi jaste in čer, asa si prepemint
Pire nostre desa kazi da ne astec
Si lasne delgule nostre, kasisi noj lesam al delsnic a nostri
Si nun lesaj in ne napasta
Nego ne osloboda de rev. Asasifi.”
"Sora Maria pliena de milosti Domnu kutire
Blagoslovitest tu intre mulierle, si blagoslovituj ploda dela utroba ta Isus
Sveta Maria, majula Domnu, rogè Domnu za noj akmoče si in vrajme de morte a nostru. Asasif!"

## Historia

### Historia temprana

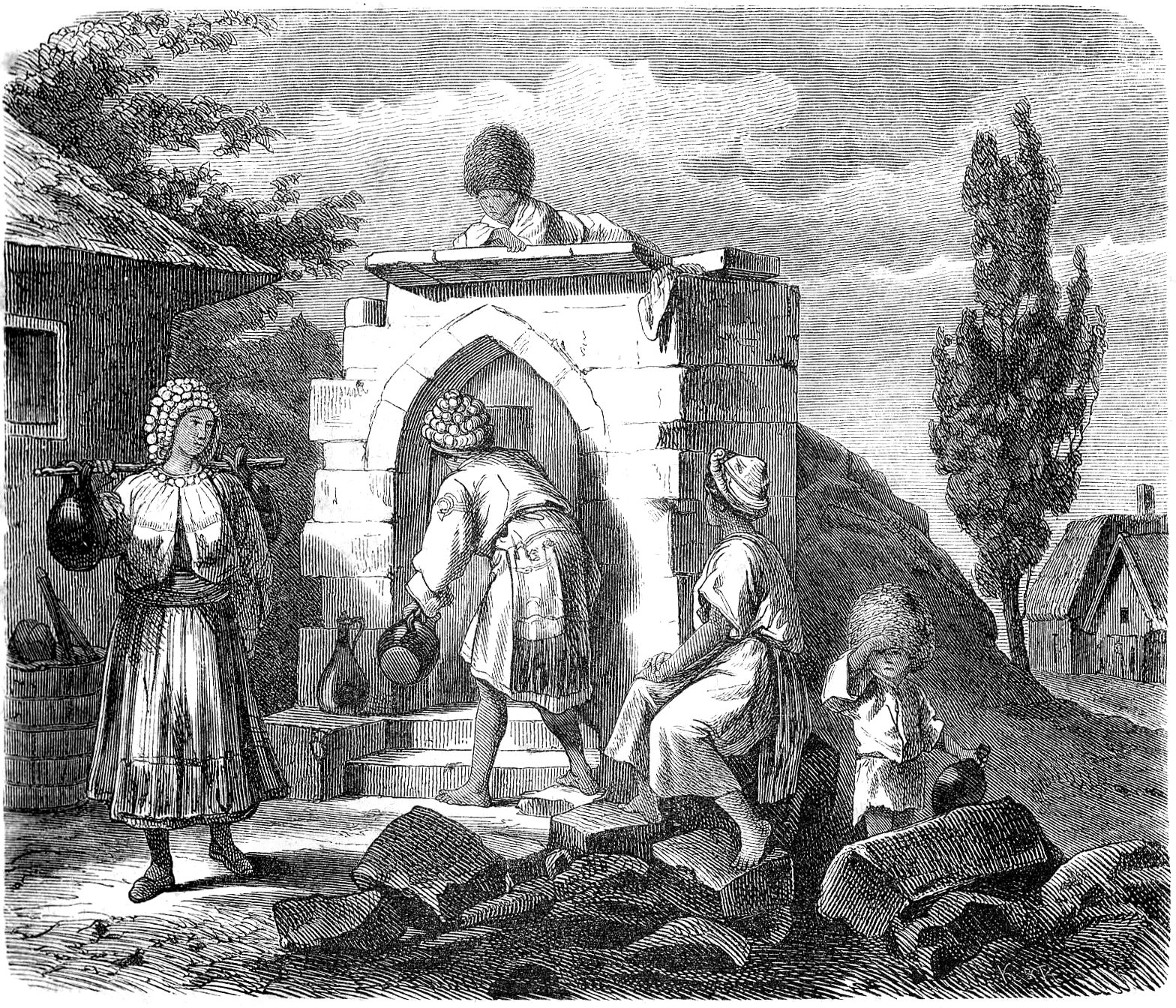
Morlacos (llamados "valacos") en Serbia centro-occidental

El uso de morlacos se atestigua por primera vez en 1344, cuando se menciona a los Morolacorum en tierras alrededor de Knin y Krbava durante el conflicto entre los condes de las familias Kurjaković y Nelipić. La primera mención del término morlacos es simultánea con la aparición de los valacos en los documentos de Croacia a principios del siglo XIV; en 1321, un sacerdote local de la isla de Krk concedió tierras a la iglesia ("a las tierras de Kneže, que se llaman Valaquia"), mientras que en 1322 los valacos se aliaron con Mladen II Šubić en la batalla de Bliska, en el interior de Trogir. Según Mužić, en esos primeros documentos no existe una diferenciación identificable entre los términos valaco y morlaco. En 1352, en el acuerdo por el que Zadar vendió sal a la República de Venecia, Zadar retuvo parte de la sal que los Morlachi y otros exportaban por tierra. En 1362, los Morlachorum se establecieron, sin autorización, en tierras de Trogir y las utilizaron como pasto durante unos meses. En el Estatuto de Senj de 1388, los Frankopan mencionaron a los Morowlachi y definieron la cantidad de tiempo que tenían para pastar cuando descendían de las montañas. En 1412, los Murlachos capturaron la fortaleza de Ostrovica de Venecia. En agosto de 1417, las autoridades venecianas estaban preocupadas por los "morlacos y otros eslavos" del interior, que representaban una amenaza para la seguridad en Šibenik. Las autoridades de Šibenik en 1450 dieron permiso para entrar en la ciudad a los morlacos y a algunos valacos que se llamaban a sí mismos croatas y que se encontraban en la misma posición económica y social en ese momento.
Según el erudito Fine, los primeros valacos probablemente vivieron en territorio croata incluso antes del siglo XIV, siendo descendientes de ilirios romanizados y pueblos preeslavos de habla romance. Durante el siglo XIV, existieron asentamientos valacos en gran parte de la actual Croacia, desde la isla norteña de Krk, alrededor de las montañas Velebit y Dinara, y a lo largo de los ríos sureños Krka y Cetina. Esos valacos, a finales de los siglos XIV y XV, habían perdido su lengua romance, o al menos eran bilingües. Cuando adoptaron la lengua eslava, el único elemento característico "valaco" fue su pastoricia. Los llamados istrorumanos continuaron hablando su lengua romance en la isla de Krk y en las aldeas alrededor del lago Čepić en Istria, mientras que otras comunidades en las montañas sobre el lago conservaron el dialecto shtokaviano-chakaviano con acento ikaviano del sur de Velebit y la zona de Zadar. Los istrorumanos actuales pueden ser una rama residual de los morlacos.
Los istrorumanos y otros valacos (o morlacos) se habían asentado en Istria (y la montaña Ćićarija) después de los diversos brotes devastadores de peste negra y guerras entre 1400 y 1600, llegando a la isla de Krk. En 1465 y 1468 hay menciones del juez "morlaco" Gerg Bodolić y del campesino "valaco" Mikul, en Krk y Crikvenica, respectivamente. En la segunda mitad del siglo XV, los morlacos católicos (en su mayoría valacos croatas) emigraron desde el área del sur de Velebit y Dinara a la isla de Krk, junto con cierta población balcánica de habla romance. La colonización veneciana de Istria (y Ćićarija) se produjo a más tardar a principios de la década de 1520, y hubo varios casos en los que los "valacos" regresaron a Dalmacia.

### SigloXVI
Muchos antiguos habitantes de la zona fronteriza croata-otomana huyeron hacia el norte o fueron capturados por los invasores otomanos y abandonaron zonas despobladas. La Monarquía de los Habsburgo estableció la Frontera Militar en 1522, que sirvió como amortiguador contra las incursiones otomanas. En ese momento, los "valacos" sirvieron tanto en los ejércitos conquistadores otomanos como en Austria y Venecia, y fueron colonizados por ambos bandos. Durante el siglo XVI los valacos eslavizados, otros valacos y serbios huyeron del territorio otomano y llegaron a Dalmacia y la Frontera Militar.
En 1579, varios grupos de morlacos, entendidos como una tribu serbia en Dalmacia, emigraron y solicitaron ser empleados como colonos militares. Inicialmente, hubo algunas tensiones entre estos inmigrantes y los uscocos establecidos. En 1593, el provveditore generale (supervisor) Cristoforo Valier mencionó tres naciones que constituían a los uscocos: los "nativos de Senj, los croatas y los morlacos de las partes turcas".

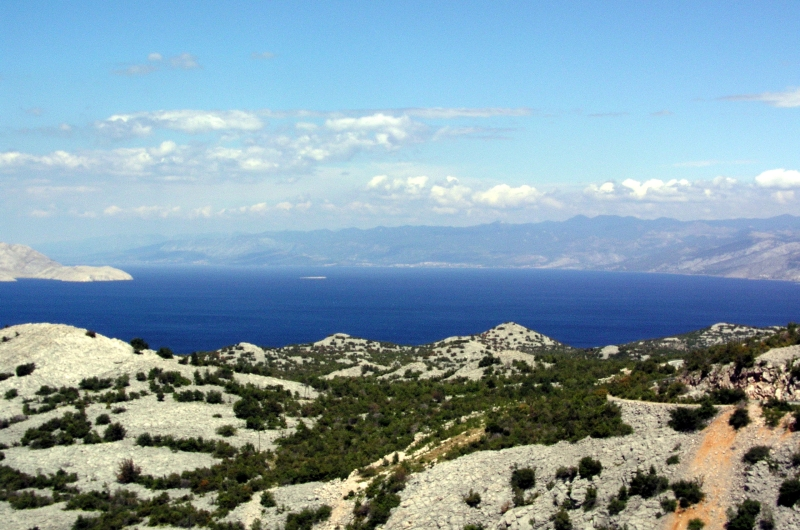
Vista norte del canal de Velebit

El nombre "morlaco" entró en la toponimia; la montaña Velebit se llamó Montagne della Morlacca ("montaña de los morlacos"), mientras que el canal de Velebit, que separa a Velebit de las islas de Pag, Rab, Goli Otok, Prvić y Krk, se llamó Canale della Morlacca ("canal de los morlacos").
A partir del siglo XVI, el término histórico cambia de significado, ya que en la mayoría de los documentos venecianos, a los morlacos ahora se les suele llamar inmigrantes, tanto católicos como ortodoxos, de los territorios conquistados por los otomanos en los Balcanes occidentales (principalmente Bosnia y Herzegovina). Estos se establecieron en la frontera veneciana-otomana, en el interior de las ciudades costeras, y entraron en el servicio militar veneciano a principios del siglo XVII.

### SigloXVIIyXVIII

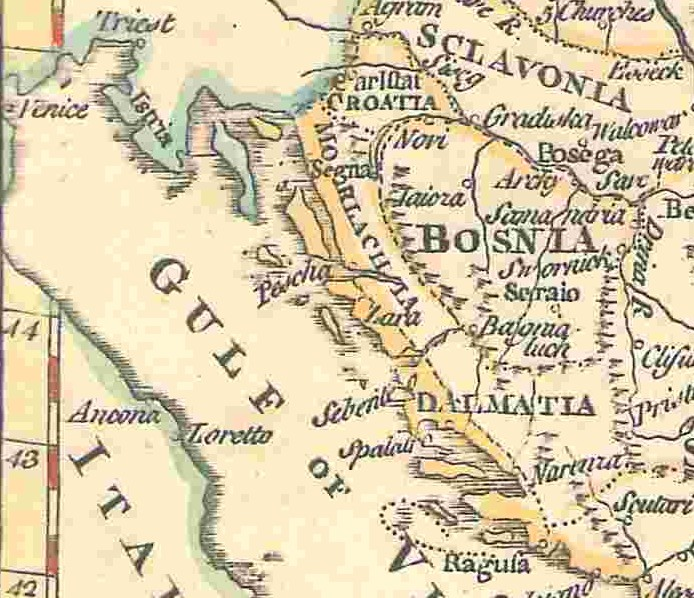
"Morlaquia" en el, mapa por Thomas Jefferys (1785).

En el momento de la guerra de Creta (1645-1669) y la guerra de Morea (1684-1699), un gran número de morlacos se establecieron tierra adentro de las ciudades dálmatas y Ravni Kotari de Zadar. Eran expertos en la guerra y estaban familiarizados con el territorio local, y sirvieron como soldados pagados en los ejércitos veneciano y otomano. Su actividad era similar a la de los uscocos. 
Su servicio militar les otorgó tierras, los liberó de juicios y les dio derechos que los liberaron de la ley de deuda total (sólo 1/10 de rendimiento), por lo que muchos se unieron a los llamados ejércitos "morlaco" o "valaco".

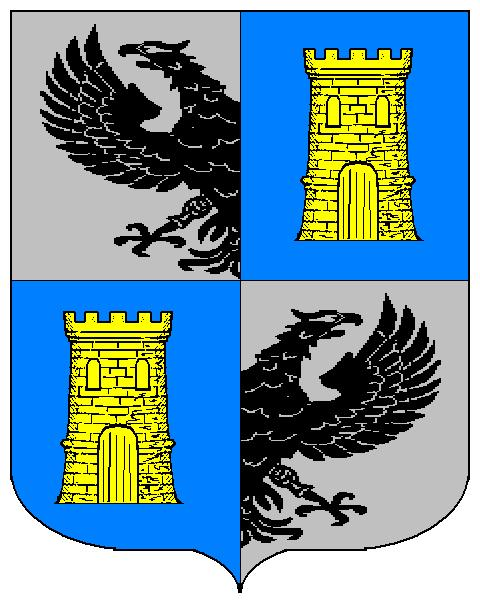
Escudo de armas de la familia Smiljanić.

Los líderes morlacos, llamados harambaša (tr. "líder bandido") y serdar ("comandante en jefe"), ostentaban varios títulos al servicio veneciano. En ese momento, algunos líderes militares morlacos notables que también fueron enumerados en la poesía épica fueron: Janko Mitrović ("capo principale de Morlachi"), Ilija y Stojan Janković, Petar Smiljanić ("capo"), Ilija Smiljanić ("governatore principale"), Franjo Smiljanić, Stjepan Sorić (sacerdote católico, "governatore delli Morlachi"), Marko Sorić, Vuk Mandušić ("capo direttore"), Ilija Perajica, Šimun Bortulačić ("governatore"), Božo Milkovic, Stanislav Sočivica ; y los condes Franjo y Juraj Posedarski. Divididos por la religión, la familia Mitrović-Janković eran los líderes de los morlacos ortodoxos, mientras que la familia Smiljanić eran líderes de los morlacos católicos.
Después de la disolución de la República de Venecia en 1797 y la pérdida de poder en Dalmacia, el término morlaco desaparecería de su uso.
En Serbia occidental existe la llamada Stari Vlah, anteriormente poblada por morlacos. Con las invasiones turcas, los morlacos empezaron a desaparecer. Fueron asimilados por los musulmanes y se convirtieron en el núcleo principal de los actuales "bosníacos" (muchos se refugiaron también en la Dalmacia veneciana).

### Edad Moderna
Según el censo croata de 1991, 22 personas se declararon morlacos.
No hay datos sobre los morlacos en el censo croata de 2001.

## Legado
Durante la época de la Ilustración y el Romanticismo, los morlacos fueron vistos como el "modelo del eslavismo primitivo" y los "espíritus de la Morlacchia bucólica y de Arcadia". Atrajeron la atención de escritores de viajes como Jacob Spon y George Wheler del siglo XVII, y de los escritores del siglo XVIII Johann Gottfried Herder y Johann Wolfgang von Goethe, quienes etiquetaron sus poemas como "Morlackisch". En 1793, en el carnaval de Venecia, se representó una obra sobre los morlacos, Gli Antichi Slavi ("Los antiguos eslavos") de Camillo Federici, y en 1802 fue reconcebida como un ballet: Le Nozze dei Morlacchi ("La boda de los morlacos"). A principios del siglo XX, todavía vistos como reliquias del pasado primitivo y sinónimo de pueblos bárbaros, es posible que hayan inspirado al novelista de ciencia ficción H. G. Wells en su descripción de los ficticios Morlocks. El arquitecto británico Thomas Graham Jackson (1835-1924) describió a las mujeres morlacas como semisalvajes que llevaban "polainas bordadas que les dan la apariencia de indias". En el siglo XX, la escritora estadounidense Alice Lee Moqué (1861-1919), al igual que muchas otras mujeres viajeras, en su diario de viaje de 1914 Delightful Dalmatia ("La encantadora Dalmacia") enfatizó la "belleza bárbara" de la vista de las mujeres y hombres morlacos con sus trajes típicos, lo que "hacía que la Piazza de Zara pareciera un escenario", y lamentó la llegada de la nueva civilización.
En los Balcanes, el término se volvió despectivo, indicando gente de las montañas y gente atrasada, y a los propios morlacos no les agradaba.

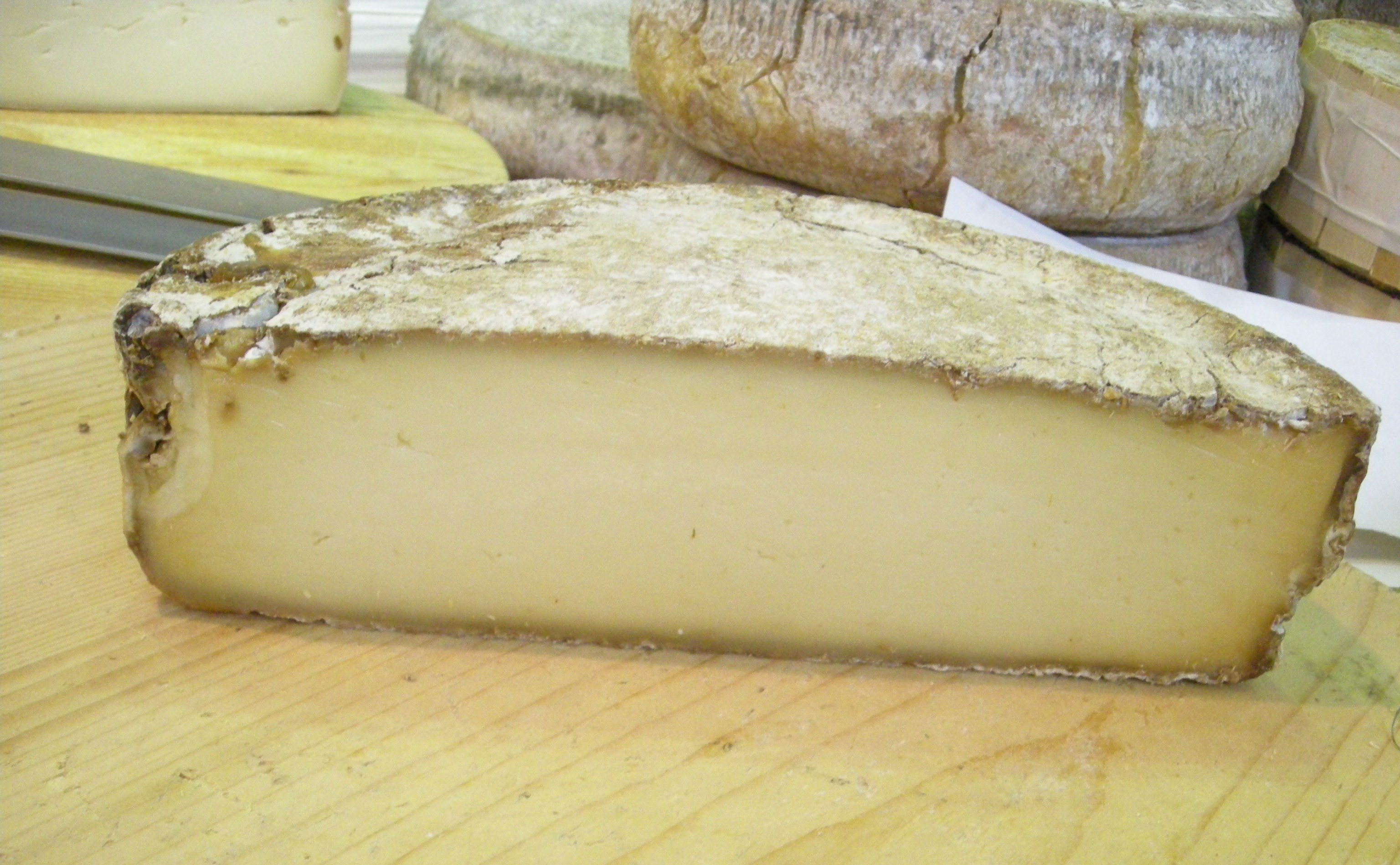
Queso Morlacco del Caseificio Montegrappa mostrado en el Salone del Gusto en 2008.

El queso italiano Morlacco, también llamado Morlak, Morlach, Burlach o Burlacco, lleva el nombre de los pastores y leñadores morlacos que vivieron y lo elaboraron en la región de Monte Grappa.
"Morlacchi" sigue atestiguado como un apellido italiano. Podría indicar un origen familiar último relacionado con los morlacos por su considerable interacción con los italianos, en especial con los venecianos. Las personas notables con este apellido incluyen:
- Carlo Gritti Morlacchi (1777-1852), sacerdote italiano obispo de Bérgamo
- Francesco Morlacchi (1784–1841), compositor italiano de ópera
- Giuseppina Morlacchi (1836–1886), bailarina de ballet y danzante italiana naturalizada estadounidense
- Lucilla Morlacchi (1936–2014), actriz italiana de cine, televisión y teatro
- Jessica Morlacchi (1987-), cantante y bajista italiana
- Vernon De Marco Morlacchi (1992-), futbolista argentino naturalizado eslovaco
- Federico Morlacchi (1993-), nadador paralímpico italiano